# Кастело (Тревизо)
Кастело (итал. Castello) је насеље у Италији у округу Тревизо, региону Венето.
Према процени из 2011. у насељу је живело 305 становника. Насеље се налази на надморској висини од 15 м.